# Сидни Стил
Сидни Стил (англ. Sydnee Steele, настоящее имя Эми Джейнс англ. Amy Jaynes, род. 23 сентября 1968 года) — американский сексолог, писатель, активист свободы слова и бывшая порноактриса. До ухода со сцены в 2005 году снялась более чем в 300 фильмах для взрослых. Лауреатка премии AVN Awards и ряда других.

## Ранняя жизнь
Стил родилась в Далласе, штат Техас, дочь профессора колледжа. Имеет греческое происхождение. В интервью AVN в 2001 году она описывает себя как очень застенчивого и интровертированного ребенка: «Раньше я пряталась за родителями, когда люди приветствовали меня». Перед началом карьеры в порнографии, она занимала должность финансового сотрудника яхтенной компании в Техасе.

## Карьера
В середине 1990-х годов, работая продавцом ювелирных изделий в торговом центре Далласа, Стил встретила Майкла Рэйвена, продавца автомобилей, который продал ей Miata. Они поженились, нашли общий интерес к порнографии и свингу и переехали в Лос-Анджелес, чтобы превратить своё хобби в карьеру. Их брак длился 10 лет, за то время как Рэйвен стал известным режиссером порнофильмов.

## Награды
X-Rated Critics Organization
- 2000 Невоспетая сирена

Adult Video News
- 2001 Best Couples Sex Scene — фильм, вместе с Bobby Vitale за Facade[2]
- 2001 Best All-Girl Sex Scene — видео, вместе с Джуэл Де’Найл за Dark Angels[2]
- 2002 лучшая актриса — видео, за Euphoria[4]
- 2003 лучшая актриса второго плана — видео, за Breathless[5]
- 2007 включена в Зал славы AVN[6]

Adam Film World Guide
- 2003 лучшая актриса второго плана — видео (Breathless)[7]

## Избранная фильмография

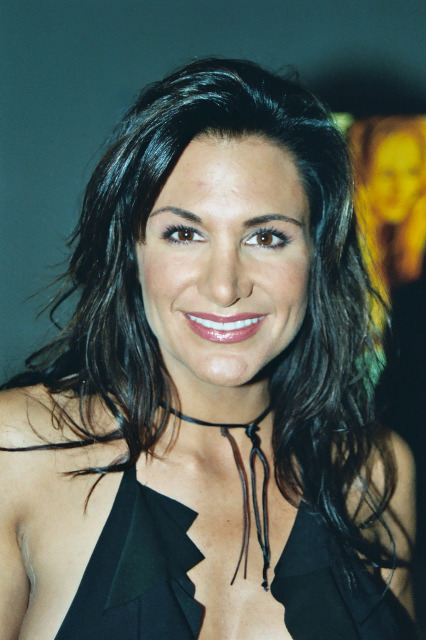
Сидни Стил на выставке AVN Adult Entertainment Expo в 2003 году.

- Cougar School (2009)
- Pillow Talk (2004)
- Island Girls (2003)
- Sex Through the Ages (2002)
- My Father’s Wife (2002)
- Snob Hill (2000)
- Nymphomercials (1999)
- V-World Matrix (1999)
- Taboo 17 (1998)
- Dirty Dancers 12 (1997)